# Герб Улакли
Герб Ула́кли — символ села Улакли Донецької області затверджений 22 жовтня 1998 року.
Автор - Олег Ігорович Киричок.

## Опис
Тонка червона балка, обтяжена золотим меандром, перетинає щит на лазурове поле обтяжене срібним голубом, що летить, та зелене поле, обтяжене двома золотими колоскам пшениці, супроводжувані зверху золотими літерами "1779".

## Символізм
Зображення срібного голуба є символом надії та добрих намірів, до яких прагнуть мешканці села. Основним видом діяльності мешканців села є сільське господарство й насамперед вирощування зернових культур, що й зображено в нижній частині герба. Зелений колір не лише символ рослинництва та сільського господарства, родючості полів, а й символ надії, відродження, добробуту. Блакитний — символ вірності, краси, честі, високих устремлінь.

## Альтернативний герб
В рамках проєкту "Донеччина в Гербах" було складено альтернативний герб села, який наразі не є офіційним.
"На червоному щиті срібна зірка Алатир, увінчана золотим прямим хрестом, супроводжувана зверху срібним меандром та знизу - срібною квіткою лілеї, що виходить з нижнього краю щита, супроводжувана двома золотими колосами пшениці"
Герб описує трагічну історію церков села та бажання місцевих відновити власний храм. На честь цього прагнення й самої історії храмів — зірка Алатир, увінчана золотим рівностороннім хрестом. Саме восьмипроменеву зірку або восьмипелюсткову троянду зображують на іконах Богородиці. Головною іконою церков села була ікона Успіння Пресвятої Богородиці. Сама ж ікона збережена й пережила радянську окупацію. Срібна зірка Алатир та срібна лілея, яка є символом непорочності та Квіткою Божою Матері в християнстві.
Меандр вказує, що це грецьке поселення. Колоски пшениці символізують сільське господарство. Червоний колір герба є символом успіння Богородиці в іконографії.